# Nancy Lopez
Nancy Lopez (* 6. Januar 1957 in Torrance, Kalifornien) ist eine US-amerikanische Profi-Golfspielerin.
Lopez fing als junges Mädchen an, Golf zu spielen und wurde zur Golfspielerin des Jahrzehnts, nachdem sie 1978 zum Neuling des Jahres gewählt wurde. Lopez wurde von der LPGA (Ladies Professional Golf Association) viermal (1978–79, 1985 und 1988) zur Golferin des Jahres ernannt und wurde mit 30 Jahren in die World Golf Hall of Fame aufgenommen. Im Jahr 2002 zog sich Nancy Lopez von der LPGA zurück, obwohl sie gelegentlich noch Turniere spielt. 
Sie ist die einzige Spielerin, die in einer Saison (1978) sowohl zum Neuling des Jahres ernannt wurde, den Preis als beste Spielerin des Jahres erhielt und auch die Vare-Trophäe gewann. Zusätzlich wurde sie mit der Sportler-des-Jahres-Auszeichnung von Associated Press geehrt. Nachdem sie drei Events hintereinander gewonnen hatte, gewann sie 1998 schon zum vierten Mal in ihrer Karriere den von Rolex gestifteten Preis „Spielerin des Jahres“. Sie gewann 1998 den Bob Jones Award und wurde 2001 in die „Georgia Sport Hall of Fame“ aufgenommen. 2003 wurde sie vom „Hispanic-Business-Magazin“ auf die Liste der 80 berühmtesten hispanischen Frauen gesetzt und mit dem „Billie Jean King Contribution Award“ ausgezeichnet.
Sie war im Jahre 2005 Kapitänin der siegreichen „Solheim-Cup-Mannschaft“. 2007 gewann sie den „ASAP Sport/Jim-Murray-Preis“ für ihre Zusammenarbeit mit den Medien.
Sie lebt in Albanay in Georgia und heiratete 1982 den Baseball-Profispieler Ray Knight. Sie haben drei Töchter: Ashley (geb. 1983), Erinn (1986) und Torri (1991).

## Sportliche Erfolge
- LPGA-Tour-Gewinne: 48
- LPGA-Major-Gewinne: 3
- Neuling des Jahres: 1978
- Vare-Trophäe: 1978, 1979, 1985
- Spielerin des Jahres: 1978, 1979, 1985, 1988
- LPGA, führender Geld-Sieger: 1978, 1979, 1985